# Pokój (gemeente)
De gemeente Pokój is een landgemeente in het Poolse woiwodschap Opole, in powiat Namysłowski.
De zetel van de gemeente is in Pokój.
Op 30 juni 2004 telde de gemeente 5584 inwoners.

## Oppervlakte gegevens
In 2002 bedroeg de totale oppervlakte van gemeente Pokój 132,97 km², waarvan:
- agrarisch gebied: 41%
- bossen: 49%

De gemeente beslaat 17,78% van de totale oppervlakte van de powiat.

## Demografie
Stand op 30 juni 2004:
| Omschrijving                   | Totaal | Totaal | Vrouwen | Vrouwen | Mannen | Mannen |
| ------------------------------ | ------ | ------ | ------- | ------- | ------ | ------ |
| eenheid                        | aantal | %      | aantal  | %       | aantal | %      |
| inwoners                       | 5584   | 100    | 2835    | 50,8    | 2749   | 49,2   |
| bevolkingsdichtheid (inw./km²) | 42     | 42     | 21,3    | 21,3    | 20,7   | 20,7   |

In 2002 bedroeg het gemiddelde inkomen per inwoner 1174,22 zł.

## Administratieve plaatsen (sołectwo)
Dąbrówka Dolna, Domaradz, Domaradzka Kuźnia, Fałkowice, Kopalina, Krogulna, Krzywa Góra, Lubnów, Ładza, Pokój, Siedlice, Zawiść, Zieleniec.

## Aangrenzende gemeenten
Dobrzeń Wielki, Domaszowice, Murów, Popielów, Świerczów, Wołczyn